# Paul Waley
Paul Waley est professeur de géographie humaine à l'université de Leeds. Grand-neveu du célèbre érudit Arthur Waley, le jeune Waley est aussi un éminent érudit et auteur spécialiste du Japon.

## Carrière
Waley commence sa carrière comme journaliste à Taiwan. En 1977, il déménage au Japon et travaille pour The Japan Times. Pendant son séjour au Japon, Waley publie également des livres sur Tokyo, ville pour laquelle son affection est très apparente. Waley revient plus tard au Royaume-Uni et termine son Ph.D., puis occupe son poste actuel en tant que maître de conférences à l'Université de Leeds.
Waley a publié de nombreux articles dans des revues académiques et un livre sur la géographie historique et humaine de Tokyo. Ses articles couvrent également d'autres zones géographiques comme la périphérie de Tokyo, Taipei et les Balkans.